# Seryoga
Seryoga (Cерёга, en ruso, forma corta o de cariño del nombre Sergéi - Сергей) (8 de octubre de 1976, Gómel, Bielorrusia) es un cantante bielorruso de rap y pop. Su nombre real es Serguéi Vasílievich Parjómenko (en ruso: Серге́й Васи́льевич Пархо́менко; en bielorruso: Сяргей Васільевіч Пархоменка, Syarhyey Vasilyevich Parkhomyenka).
Su lengua materna es el ruso, la cual utiliza en sus canciones. Teniendo como base una infancia dura y su afición al boxeo, en sus letras hay referencias continuas a su vida. 
En 2006 condujo los MTV Russian Music Awards junto con el grupo Chay Vdvoëm.
En 2008 colabora en la banda sonora del videojuego Grand Theft Auto IV con los temas "King Ring" y "Liberty City: The Invasion", este último tema principal del juego.

## Discografía
- Загубили Лялю (Arruinaron a Lialia) (2003)
- Мой двор: свадьбы & похороны (Mi patio: bodas y funerales) (2004)
- A на танцполе нету свободных мест (En la pista no hay lugar) (2005)
- Дискомалярия (Discomalaria) (2005)
- Gangsta No More (No más gangster) (2007)
- Хроника парнишки с гомельских улиц (Crónica del muchacho de las calles de Gomel) (2008)